# Puig de l'Homenatge
El Puig de l'Homenatge és una muntanya de 875 metres que es troba al municipi de la Jonquera, a la comarca catalana de l'Alt Empordà.